# Margaretha van Godewijk
Margaretha van Godewijk (Dordrecht, 30 de agosto de 1627-2 de noviembre de 1677) fue una poetisa y pintora del siglo de oro neerlandés.

## Biografía
Según Arnold Houbraken su padre era un profesor en la escuela de latín en Dordrecht quién le enseñó griego, latín, italiano, francés e inglés. Podía entender hebreo y era inteligente en hacer rimas. Aprendió a pintar de Nicolaes Maes y realizó paisajes, villas, casas, flores y todo tipo de barcos, en pintura al óleo y acuarela. Estaba interesada en la astronomía y fue una buena grabadora en vidrio. Houbraken citó al escritor de Dordrecht, Mathias Balen (1611–1691), quien había publicado una historia de Dordrecht donde incluía a Margaretha entre otras mujeres famosas.
Según el Rijksbureau voor Kunsthistorische Documentatie fue alumna de Cornelis Bisschop y se especializó en la pintura de flores, pero ninguna de sus obras se conserva.